# Trosteanciîk, Trosteaneț
Trosteanciîk (în ucraineană Тростянчик) este o comună în raionul Trosteaneț, regiunea Vinnița, Ucraina, formată numai din satul de reședință.

## Demografie
Componența lingvistică a satului Trosteanciîk
     Ucraineană (97,44%)
     Rusă (2,07%)
     Alte limbi (0,36%)
Conform recensământului din 2001, majoritatea populației satului Trosteanciîk era vorbitoare de ucraineană (97,44%), existând în minoritate și vorbitori de rusă (2,07%).